# Kettering (Maryland)
Kettering és una concentració de població designada pel cens dels Estats Units a l'estat de Maryland. Segons el cens del 2000 tenia 11.008 habitants.

## Demografia
Segons el cens del 2000, Kettering tenia 11.008 habitants, 3.814 habitatges, i 2.955 famílies. La densitat de població era de 778,4 habitants/km².
Dels 3.814 habitatges en un 36,3% hi vivien nens de menys de 18 anys, en un 50% hi vivien parelles casades, en un 23,3% dones solteres, i en un 22,5% no eren unitats familiars. En el 18,4% dels habitatges hi vivien persones soles l'1,7% de les quals corresponia a persones de 65 anys o més que vivien soles. El nombre mitjà de persones vivint en cada habitatge era de 2,86 i el nombre mitjà de persones que vivien en cada família era de 3,24.
Per edats la població es repartia de la següent manera: un 26,6% tenia menys de 18 anys, un 7,1% entre 18 i 24, un 30,6% entre 25 i 44, un 29,1% de 45 a 60 i un 6,6% 65 anys o més.
L'edat mediana era de 37 anys. Per cada 100 dones de 18 o més anys hi havia 75,8 homes.
La renda mediana per habitatge era de 78.735 $ i la renda mediana per família de 82.777 $. Els homes tenien una renda mediana de 47.059 $ mentre que les dones 45.243 $. La renda per capita de la població era de 30.398 $. Entorn del 0,8% de les famílies i l'1,9% de la població estaven per davall del llindar de pobresa.

## Poblacions més properes
El següent diagrama mostra les poblacions més properes.